# Grażyna Kulawik
Grażyna Kulawik ps. Zajączek (ur. 1954 w Chmielniku) – wokalistka Wolnej Grupy Bukowina.

## Życiorys
Jest absolwentką kierunku  Etnografia na Uniwersytecie Jagiellońskim w Krakowie.
Wychowywała się w Busku-Zdroju. Tam w V klasie szkoły podstawowej poznała na szkolnym wieczorku ucznia VII klasy, Wojtka Belona. Kiedy rozpoczęła naukę w buskim liceum połączyła ich sztuka. W tym okresie Belon, uczeń tejże szkoły, który zaczynał stawiać pierwsze kroki w krainie piosenki i poezji, szukał wykonawczyni swoich utworów i znalazł ją w osobie Grażyny Kulawik. Był to początek ich wspólnej artystycznej drogi i zaczątek zespołu Wolna Grupa Bukowina.
Ich pierwszy, wspólny, oficjalny występ miał miejsce w Szklarskiej Porębie podczas Ogólnopolskiej Turystycznej Giełdy Piosenki Studenckiej.
Wojtek Belon nazwał Grażynę „Zajączkiem” i ta nazwa przylgnęła do niej na stałe, stając się z czasem jej pseudonimem artystycznym. Belon poświęcił jej utwór „Piosenka o zajączku”, należący do kanonu repertuaru Wolnej Grupy Bukowina.
Grażyna Kulawik współtworzy Wolną Grupę Bukowina z Wojciechem Jarocińskim, Wacławem Juszczyszynem i Krzysztofem Żesławskim.